# بازپس‌گیری هرمز
بازپس‌گیری هرمز لشکرکشی ترکیبی انگلیس-ایران بود که منجر به باز پس گرفتن جزیره هرمز از اشغال امپراتوری پرتغال شد. نیروی انگلیس-ایران پس از محاصرهٔ ده هفته‌ای، این جزیره را به تصرف خود درآورد و بدین ترتیب باعث افتتاح بازرگانی میان ایران و انگلیس از طریق خلیج فارس شد.
اشغال هرمز به‌وسیلهٔ پرتغالی‌ها در سال ۱۵۰۷ رخ داد. در این زمان بود که آلفونسو دو آلبوکرک در زمان پادشاهی شاه اسماعیل یکم به این جزیره حمله کرد و آن‌جا قلعه هرمز را ساخت. با این کار، کنترل کامل بازرگانی میان هند و اروپا از طریق خلیج فارس به پرتغالی‌ها داده شد. به گفتهٔ استفان نیل، اشغال هرمز به‌طور کامل موازنهٔ قدرت و تجارت را تغییر داد. بیش از یک سدهٔ بعد، در سال ۱۶۲۲ امام‌قلی خان با کمک کمپانی هند شرقی بریتانیا آن را بازپس گرفت. در این عملیات از کشتی‌های بریتانیا و توپخانه آن‌ها نیز استفاده شد. ناخدا بلایت فرمانده قوای بریتانیایی بود و طی این نبرد، ویلیام بافین و دو سرباز انگلیسی کشته شدند. به همین مناسبت سالروز اخراج پرتغالی‌ها، ۱۰ اردیبهشت در تقویم ایران، به عنوان روز ملی خلیج فارس نام‌گذاری شده‌است.

## تاریخچه
در اکتبر ۱۵۰۷ میلادی (مهرماه ۸۸۶ شمسی)، آفونسو دو آلبوکرک پرتقالی پس از فتح جزیره هرمز با فرستادگان شاه اسماعیل در جزیره هرمز ملاقات کرد. شاه از اینکه پرتقالیها جزیره او را اشغال کرده‌اند ناراحت نبود! بلکه بیشتر نگران از دست دادن خراج هرمز بود. او پرتغالی‌ها را متحد اروپایی خود در نبرد با عثمانی‌ها و مملوکها می‌دانست. پرتقالیها به همین ترتیب قشم و سپس در ۱۵۱۴ میلادی بندر عباس را نیز بدون هیچ مقاومتی از طرف اسماعیل اشغال کردند.
این سیاست شاه اسماعیل یکم باعث شد پرتغالی‌ها در آن نواحی قدرت گرفته و با اشغال مسقط (عمان امروزی) در ۱۵۰۷ میلادی کاملاً بر منطقه مسلط شوند. شاهان دیگر صفوی قادر نشدند آنان را بیرون کنند در حالی که پرتغالیها با حکام ایرانی به شکلی تحقیرآمیز رفتار می‌کردند. سرانجام در سال ۱۶۲۱ میلادی (۱۰۰۰ خورشیدی) در زمان شاه عباس اول برابر با عهدنامه ای که بین بریتانیا و ایران، قرار شد تا ایران با کمک کمپانی هند شرقی به شیوه‌ای متحد بر ضد پرتقالی‌ها وارد عمل شود.

## فتح بحرین، گمبرون و قشم
در سال ۱۰۱۱ قمری (۱۶۰۲میلادی) رکن الدین مسعود حاکم بحرین که در قلمرو حکومت پرتغالی هرمز بود علم استقلال برافراشت و از امامقلی خان پسر الله وردیخان حاکم فارس کمک طلبید امامقلی خان هم از موقعیت استفاده کرد و نیرویی به یاری او فرستاد و مجمع الجزایر بحرین را متصرف گردید. حاکم پرتغالی جزیره هرمز چند فروند کشتی به بحرین فرستاد و مدتی آتش جنگ در دریا و خشکی بین سربازان ایرانی و پرتغالی روشن بود ولی پرتغالی‌ها نتوانستند کاری از پیش ببرند و به هرمز مراجعت کردند. بازگشت بحرین به دامان کشور مقدمه‌ای شد تا دربار شاه عباس به فکر تصرف دیگر نواحی اشغالی بیفتد. این فتح تقریباً آسان که با درایت حاکم فارس صورت گرفته بود، سلطه پرتغالی‌ها را در مرکز خلیج‌فارس برچید اما آن را پایان نداد. در اوایل سال ۱۰۱۰ قمری (۱۶۰۱میلادی) فیلیپ سوم پادشاه اسپانیا و پرتغال هیأتی را روانه ایران کرد. به دستور او نایب‌السلطنه هند پرتغال کشیش‌هایی با نام‌های ژرمینو داکروز و کریستوفولو دااسپریتوس سانتو و آنتونیو دو گوا را به ایران فرستاد. ریاست این هیئت به عهده آنتونیو بود. وی و همراهانش در ۱۰ فوریه ۱۶۰۲ به راه افتادند و در ربیع الاول سال ۱۰۱۱ اوت ۱۶۰۲ در مشهد به حضور شاه عباس رسیدند. این هیئت سیاسی علاوه بر تبلیغ مسیحیت دو منظور دیگر نیز داشت. یکی آن‌که بنیان منافع پرتغال را در ایران که بر اثر فتح بحرین سستی و کاستی یافته بود نیرو و استحکام بخشد و دیگر آن‌که شاه عباس را از عقد قرارداد بازرگانی با انگلیس بازدارد. با این حال حوادثی پیش آمد که هیئت سیاسی ـ مذهبی جدید چندان هم در انجام مأموریت خود ناکام نماند. به این معنی که چون خبر تصرف بحرین و محاصره گمبرون و تهدید قلمرو هرمز به وسیله سپاهیان ایران به نایب‌السلطنه هند رسید، وی ۵ ناو جنگی همراه «دم جورج دوکاستلو برانکو» برای دفاع از هرمز فرستاد، ولی به فرمانده ناوگان دستور داد که تا حد امکان کارها را به صلح بگذراند و جنگ را آغاز نکند. شاه عباس پس از وقوف بر این مراتب چون سخت درگیر جنگ با عثمانی بود مصلحت را در مماشات با پرتغالی‌ها دید و به حاکم شیراز دستور داد که از محاصره گمبرون و قلمرو امیر هرمز دست بردارد و قوای نظامی خود را به شیراز برگرداند و اراضی گرفته شده از امیر هرمز را باز پس دهد به شرط آن‌که ناوگان پرتغال به بحرین نزدیک نشود و بحرین در تصرف ایران بماند. فرمانده ناوگان پرتغال نیز چون دستور صلح و مسالمت داشت، به این حد رضایت داد و بحرین در تعلق دولت ایران باقی ماند و سفرای دولت پرتغال و دربار پاپ هم اجازه مراجعت یافتند. پس از این گسیل هیئت‌های دیپلماتیک ـ مذهبی باز هم از طرف پادشاه اسپانیا افرادی برای بازداشتن شاه ایران از تصرف هرمز راهی ایران شدند که معروف‌ترین آنها لوئیس پره‌یرا دولاسردا است که در سال ۱۰۱۳ قمری خود را به ایران و ارمنستان رساند که شاه عباس در آنجا مشغول جنگ با سپاه عثمانی بود. لاسردا مأمور بود تا قرارداد صلحی با شاه ایران امضا کند و از این طریق هرمز و دیگر سرزمین‌های متصرفی را برای کشور متبوع خود نگه دارد. فیلیپ در تمام سفارش‌هایی که به ایران می‌فرستاد با این وعده که حاضر است با شاه ایران ضد ترکان عثمانی متحد شود، اوضاع را به بطالت می‌گذراند و این بالاخره شاه عباس را به خشم آورد و تصمیم نهایی را برای تصرف خاک اشغالی گرفت. شاه عباس به الله وردی خان حاکم فارس دستور داد گمبرون را از تصرف پرتغالی‌ها خارج سازد و الله وردی خان نیز فرزندش امامقلی خان را در رأس سپاهی مأمور این کار کرد. در سال ۱۰۲۲ قمری (۱۶۱۳میلادی) شهر و قلعه گمبرون به دست ایرانیان افتاد و قلعه پرتغالی ویران گردید. این بندر کوچک بعدها ترقی بسیار کرد و به بندر عباس موسوم شد و مرکز تجارتخانه‌های انگلیسی و هلندی گردید. آخرین سفیر اسپانیا در سال ۱۰۲۷ قمری در اصفهان شاه ایران را ملاقات نمود اما چون حرف‌های تکراری داشت؛ شاه عباس دستورات لازم را به امام‌قلی‌خان حاکم فارس برای رفع فتنه پرتغالی‌ها صادر کرد. شاه برای سرکوبی پرتغالی‌ها دست دوستی به سوی رقیب آن‌ها یعنی انگلیسی‌ها دراز کرد و خواستار مشارکت نیروی دریایی کمپانی هندشرقی انگلیس در جنگ با پرتغال و اسپانیا شد. اتحاد ایران و انگلیس برضد پرتغالی‌ها بتدریج صورت گرفت و مذاکرات به کندی پیش رفت. امری که باعث تسریع در کار شد این بود که ۴ کشتی انگلیسی دو کشتی پرتغالی را در دریا به اسارت گرفتند و به جاسک بردند. روی فریر فرمانده پرتغالی با نیروی مجهزی به جاسک حمله برد و بین کشتی‌های پرتغالی و انگلیسی رسماً جنگ درگرفت. در این جنگ که نخستین برخورد رسمی کشتی‌های دو کشور بود پرتغالی‌ها به سختی شکست خوردند و حیثیت سیاسی و نظامی پرتغال در انظار ایرانیان و دیگر ساکنان سواحل خلیج فارس کاستی گرفت و دولت ایران با آرزوی برانداختن تسلط پرتغالیان در خلیج فارس با عمال کمپانی هند شرقی به منظور برکنار کردن حریف از صحنه سیاست و تجارت دست در دست هم نهادند و بعد از یک سال مذاکره در سال ۱۰۳۱ قمری (۱۶۲۲میلادی) طرفین بر اصول اتحاد در جنگ با دشمن مشترک همداستان شدند و در میناب قراردادی در این زمینه امضا کردند. بر اساس این قرارداد ارتش ایران و متحدان انگلیسی موفق به تصرف قشم شدند. بعد از تصرف قشم، نوبت به تصرف جزیره هرمز رسید.

## حمله به هرمز

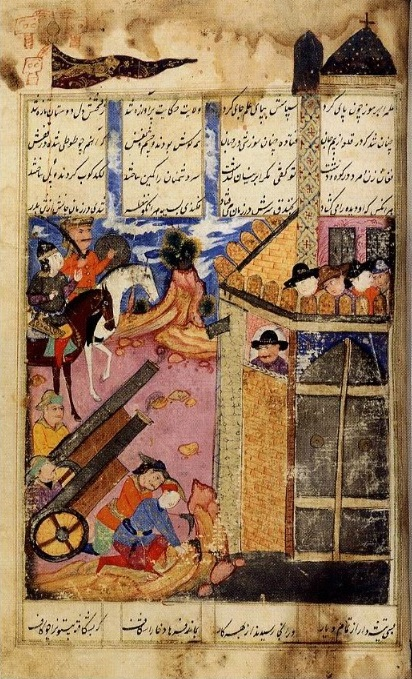
حمله به قلعه پرتغالی‌ها در جزیره هرمز

پس از تصرف قشم کشتی‌های انگلیسی با تجدید قوا در بندر گمبرون در حالی که ده‌ها هزار سرباز ایرانی بر قایق‌ها سوار بودند، حمله اصلی را به قلعه هرمز که در تصرف پرتغالی‌ها بود آغاز کردند. نیروهای ایرانی به فرماندهی امام‌قلی خان در جزیره هرمز پیاده شدند و نبرد سختی با پرتغالی‌ها و متحدان محلی آغاز کردند. نیروی دریایی بریتانیا نیز در دریا کشتی‌های پرتغالی را به توپ بستند و بزرگ‌ترین کشتی پرتغال‌ها با نام سان پدرو را به آتش کشیدند. کشتی‌های دیگر نیز یکی پس از دیگری به توپ بسته شدند. نبرد فتح قلعه ۷۲ ساعت طول کشید. در طی این نبردها ویلیام بافین به خاطر شلیک پرتغالی‌ها کشته شد و در پایان ساعت‌ها جنگ سخت مدافعان باقی‌مانده پرتغالی همگی تسلیم شده و قلعه در تاریخ ۲۳ آوریل۱۶۲۲ به دست ایرانیان افتاد.
هم تاریخ نویسان اروپایی از جمله پرسی سایکس و هم تاریخ نگاران ایرانی واقعه فتح هرمز را شرح داده‌اند.
در کتاب تاریخ عالم‌آرای عباسی چنین آمده‌است:
از فتوحات (پیروزی‌هایی) که درین سنه (سال) مبارکه مطابق احدی و ثلثین و الف(۱۰۳۱ قمری) به نیروی اقبال قرین حال اولیاء دولت بیزوال گردید، فتح و تسخیر بلده هرموز است که بسعی امام‌قلی‌خان امیر الامرا فارس بوقوع پیوست و در سال گذشته اشعاری شد (به شعر درآورده شد) که بنابر ظهور بی‌ادبی‌های فرنگیه پرتکالیه (پرتغالی‌ها) مقیم آنجا. امیر الامرا مذکور لشکر بتادیب (مجازات) ایشان فرستده خود نیز متعاقب رفت. در این وقت که فرنگیه پای از دایره ادب بیرون نهاده به اموری که بتحریر پیوست اقدام نمودند. جماعت انگلیسی را اخبار نموده ایشان نیز بر حسب وعده آماده خدمت شدند.
القصه‌امام‌قلی‌خان شجاعت شعار با جنود قاهره فارس (سربازان پیروزمندپارس) متوجه آن صوب (سوی) گشته خود در بندر گمبرون که الیوم به بندر عباسی موسوم است اقامت کردند و افواج قاهره (سپاهیان پیروزمند) از دریا با کشتی‌ها و سفاین عبور نموده داخل جزیره هرمز شدند. القصه بعد از دو ماه و چند روز امتداد ایام محاصره و جنگ و جدال به نیروی دولت و اقبال که همواره قرین حال این دودمان والاست، قلعه رفیع بنیان هرموز که در متانت و حصانت شهره جهان و از کارنامه‌های نادره فرنگیان است، مسخر اولیای دولت ابد پیوند گردید. چون خبر فتح هرموز رسید، جناب خانی (امام‌قلی خان) مورد تحسین و آفرین شاه (عباس) و سپاه گردید و آن خبر بهجت اثر بر مبارزان قلعه گشای رکاب همایون مبارک و میمون آمده در همان روز قلعه قندهار نیز بتوفیق کردگار مفتوح گشت. از هر طرف که چشم گشایی نشان فتح. وز هر طرف که گوش نهی مژده ظفر.

## مفاد قرارداد با انگلیسی‌ها
در هشتم ژانویه ۱۶۲۲ (۱۰۳۱ قمری) قراردادی بین امام قلیخان و ادوارد مانوکس نماینده کمپانی هند شرقی در میناب به امضاء رسید که شامل پنج ماده بود:
1. ناوگان انگلیسی سربازان ایرانی را به هرمز حمل و با آنان در فتح جزایر اشغالی پرتغال مساعدت خواهند کرد و غنایم جنگی به تساوی میان طرفین تقسیم خواهد شد.
2. قلعه هرمز مشترکاً به تصرف نیروی دو دولت در خواهد آمد.
3. اسیران جنگی مسیحی به انگلیسی‌ها و اسیران مسلمان به ایرانیان تسلیم خواهند شد.
4. هزینه لشکر کشی را طرفین به تساوی خواهند پرداخت.
5. از کالاهای انگلیسی بجز آنچه برای شاه و حاکم فارس فرستاده می‌شود حقوق گمرکی اخذ خواهد شد.[۱۲]

## روز ملی خلیج فارس
اهمیت این واقعه و اثر گذاری آن بر تحولات منطقه و اثر آن بر افول امپراتوری پرتغال آنقدر مهم بوده که ایران این روز را روز ملی خلیج فارس نام گذاری کرده‌است.